# Liste der Naturdenkmale in Triberg im Schwarzwald
| Naturdenkmale | Anzahl |
| ------------- | ------ |
| FND           | 7      |
| END           | 4      |
| Gesamt        | 11     |

Die Liste der Naturdenkmale in Triberg im Schwarzwald nennt die verordneten Naturdenkmale (ND) der im baden-württembergischen Schwarzwald-Baar-Kreis liegenden Stadt Triberg im Schwarzwald. In Triberg im Schwarzwald gibt es insgesamt elf als Naturdenkmal geschützte Objekte, davon sieben flächenhafte Naturdenkmale (FND) und vier Einzelgebilde-Naturdenkmale (END).
Stand: 1. November 2016.

## Flächenhafte Naturdenkmale (FND)
| Name                          | Bild | Kennung     | Einzelheiten           | Position | Fläche Hektar | Datum         |
| ----------------------------- | ---- | ----------- | ---------------------- | -------- | ------------- | ------------- |
| Felsengruppe Dreikaiserfelsen | BW   | 83260600005 | Triberg im Schwarzwald | ⊙        | 0,1           | 10. Dez. 1950 |
| Felsengruppe Jakobsfelsen     | BW   | 83260600006 | Triberg im Schwarzwald | ⊙        | 0,0           | 13. Dez. 1955 |
| Felsengruppe Schillerfelsen   | BW   | 83260600007 | Triberg im Schwarzwald | ⊙        | 0,0           | 2. Okt. 1959  |
| Felsgruppe Heidenstein        | BW   | 83260600001 | Triberg im Schwarzwald | ⊙        | 0,2           | 10. Dez. 1950 |
| Felsgruppe Hohlenstein        | BW   | 83260600004 | Triberg im Schwarzwald | ⊙        | 0,0           | 10. Dez. 1950 |
| Felsgruppe Rappenfelsen       | BW   | 83260600002 | Triberg im Schwarzwald | ⊙        | 0,0           | 10. Dez. 1950 |
| Felsgruppe Schloßfelsen       | BW   | 83260600003 | Triberg im Schwarzwald | ⊙        | 0,1           | 10. Dez. 1950 |
| Legende für Naturdenkmal      |      |             |                        |          |               |               |

## Einzelgebilde (END)
| Name                            | Bild | Kennung     | Einzelheiten                                                       | Position | Fläche Hektar | Datum        |
| ------------------------------- | ---- | ----------- | ------------------------------------------------------------------ | -------- | ------------- | ------------ |
| Jägertanne – 1 Tanne            | BW   | 83260600009 | Triberg im Schwarzwald Nicht mehr in der LUBW-Datenbank vorhanden. | ⊙        | 0,0           | 2. Okt. 1959 |
| Kohlplatztanne – 1 Tanne        | BW   | 83260600010 | Triberg im Schwarzwald                                             | ⊙        | 0,0           | 2. Okt. 1959 |
| Obervogtshubertanne – 1 Fichte  | BW   | 83260600008 | Triberg im Schwarzwald                                             | ⊙        | 0,0           | 2. Okt. 1959 |
| Ritter Burkart-Tanne – 1 Fichte | BW   | 83260600011 | Triberg im Schwarzwald                                             | ⊙        | 0,0           | 2. Okt. 1959 |
| Legende für Naturdenkmal        |      |             |                                                                    |          |               |              |